# 高福明
高福明（1945年1月—2016年9月9日），女，江苏仪征人，中华人民共和国政治人物，曾任安徽省人大常委会副主任，第九届全国人大代表。